# Diari de Vilanova
El Diari de Vilanova fou una publicació de Vilanova i la Geltrú successora de l'antic Diario de Villanueva y Geltrú, fundat el 1850 per Josep Pers i Ricart. L'antic Diario es va publicar ininterrompudament fins al 1936, en què va desaparèixer a causa de la Guerra Civil Espanyola. Durant el conflicte bèl·lic, va ser substituït pel Butlletí del Comité de Defensa Local i, després de la Guerra, el 1941, per un nou setmanari, Villanueva y Geltrú, editat per la Red de Prensa del Movimiento. Aquesta capçalera es va mantenir, amb diferents formats, fins a la Transició, moment en què els treballadors del periòdic es van constituir en cooperativa i van rebatejar el setmanari amb el nom de Diari de Vilanova. La capçalera es va publicar fins al maig de 2017, quan va passar a denominar-se, per qüestions empresarials, DV. El nou DV va tenir una vida efímera, de 50 números, fins que va desaparèixer definitivament a finals d'abril de 2018. Encara hi va haver un últim intent de rebatejar la publicació, amb el nom de Diari de la Ciutat. D'escassa qualitat, es va deixar de publicar el juliol del mateix any. Des d'aleshores, Vilanova i la Geltrú no disposa de cap mitjà de comunicació local en paper de pagament.
El Diari de Vilanova era una publicació força arrelada a la capital del Garraf. La professionalització posada en marxa els anys vuitantes del segle XX la va convertir en un mitjà líder entre la premsa comarcal catalana, amb una difusió que superava els 7.000 exemplars per setmana. Sota la batuta de Josep Francesc Huguet Prats, el periòdic va commemorar el seu 150è aniversari, l'any 2000, en ple apogeu. Va ser guardonada amb la Creu de Sant Jordi, la Medalla de la Ciutat de Vilanova i la Geltrú i la Medalla al Mèrit Civil. Va obtenir també el Premi Tasis Torrent. El Diari de Vilanova era un dels mitjans fundadors de l'Associació Catalana de la Premsa Comarcal (ACPC). Tenia una posició informativa central i de referència a Vilanova i la Geltrú i a tota la comarca del Garraf, que eren el seu àmbit d'influència. Malauradament, Huguet Prats va morir el 2001 després d'una greu malaltia. La seva filla, Conxita Huguet, es va fer càrrec de l'empresa editora. Van venir aleshores uns anys de creixement, fins al 2007, quan la crisi va provocar els problemes financers que van desembocar en la liquidació de l'antiga editora i en la compra de la unitat productiva del Diari de Vilanova per part d'Edicions Comarca 17, liderada pel periodista Isidre Cunill. Aquesta empresa tampoc no va poder redreçar el periòdic i, lluny d'adequar l'estructura del mitjà a la nova realitat econòmica, va portar a terme una política expansiva que va resultar letal. El fons del Diari de Vilanova es conserva a l'Arxiu Comarcal del Garraf.